# Hrabstwo Jackson (Illinois)

Piramida wieku hrabstwa

Hrabstwo Jackson – hrabstwo w USA, w stanie Illinois,  z liczbą ludności 59 612, według spisu z 2000 roku. Siedzibą administracji hrabstwa jest Murphysboro.

## Geografia
Według spisu hrabstwo zajmuje powierzchnię 1 561 km², z czego  1 523 km² stanowią lądy, a 37 km² (2,39%) wody. Największym miastem jest Carbondale, siedziba miasteczka uniwersyteckiego Southern Illinois University.
Pierwsza kopalnia węgla została otwarta w południowej części hrabstwa w  pobliżu rzeki Big Muddy, niedaleko  drogi 127 Bridge.

### Sąsiednie hrabstwa
- Hrabstwo Perry – północ
- Hrabstwo Franklin – północno wschód
- Hrabstwo Williamson – wschód
- Hrabstwo Union – południowy wschód
- Hrabstwo Perry – zachód
- Hrabstwo Randolph – północny zachód

Stan Illinois na mapie USA

## Historia
Hrabstwo Jackson, zostało wcielone do stanu Illinois 10 stycznia 1816. Swoją nazwę przyjęło na cześć Andrew Jacksona (1767 – 1837), amerykańskiego prawnika i generała wojsk walczących w wojnie w 1812 roku, gdzie pokonał Brytyjczyków w bitwie pod Nowym Orleanem.    
Pierwsze ślady osadnictwa w hrabstwie Jackson sięgają około 11 500 lat p.n.e. Badanie ziem rozpoczęli europejscy odkrywcy, poczynając od Jacques’a Marquette i Louisa Jollieta. Ich badania skupiały się wzdłuż rzeki Missisipi. Dalsze odkrycia tych ziem dokonywały się w XVIII i XIX wieku za sprawą pierwszych osadników. Jako że terytoria te leżały na wolnym Terytorium Północnozachodnim, Will mógł legalnie wykorzystywać do pracy niewolników.  
Po zakończeniu wojny secesyjnej general John A. Logan zorganizował paradę weteranów idącą od Murphysboro do Carbondale. Do udziału w manifestacji, w której brali udział weterani Unii, generał zaprosił weteranów wojsk Konfederacji, których liczba w hrabstwie Jackson była znaczna. W ten sposób narodziła się tradycja czcząca poległych żołnierzy obu zwaśnionych stron. Wydarzenie to uważane jest za początek powstania święta Dnia Pamięci obchodzonego w każdy ostatni poniedziałek maja.  
W marcu 1925 roku hrabstwo nawiedziło wielkie tornado (Tri-State Tornado), niszcząc głównie miejscowości Gorham i DeSoto oraz Murphysboro.
Lokalny budynek sądu - siedziba władz hrabstwa - został wybudowany w 1927 roku i zastąpił wcześniejszą drewnianą budowlę w Murphysboro, zniszczoną przez kataklizm. Nowa siedziba położona jest nad rzeką Big Muddy w Brownsville.

## Demografia
Według spisu z 2000 roku hrabstwo zamieszkuje 59 612 osób, które tworzą 24 215 gospodarstw domowych oraz 12 664 rodzin. Gęstość zaludnienia wynosi 39 osób/km². Na terenie hrabstwa jest 26 844 budynków mieszkalnych o częstości występowania wynoszącej 18 budynków/km². Hrabstwo zamieszkuje 80,79% ludności białej, 13,02% ludności czarnej, 0,31% rdzennych mieszkańców Ameryki, 3,03% Azjatów, 0,06% mieszkańców wysp Pacyfiku, 1,00% ludności innej rasy oraz 1,80% ludności wywodzącej się z dwóch lub więcej ras, 2,42% ludności to Hiszpanie, Latynosi lub inni.

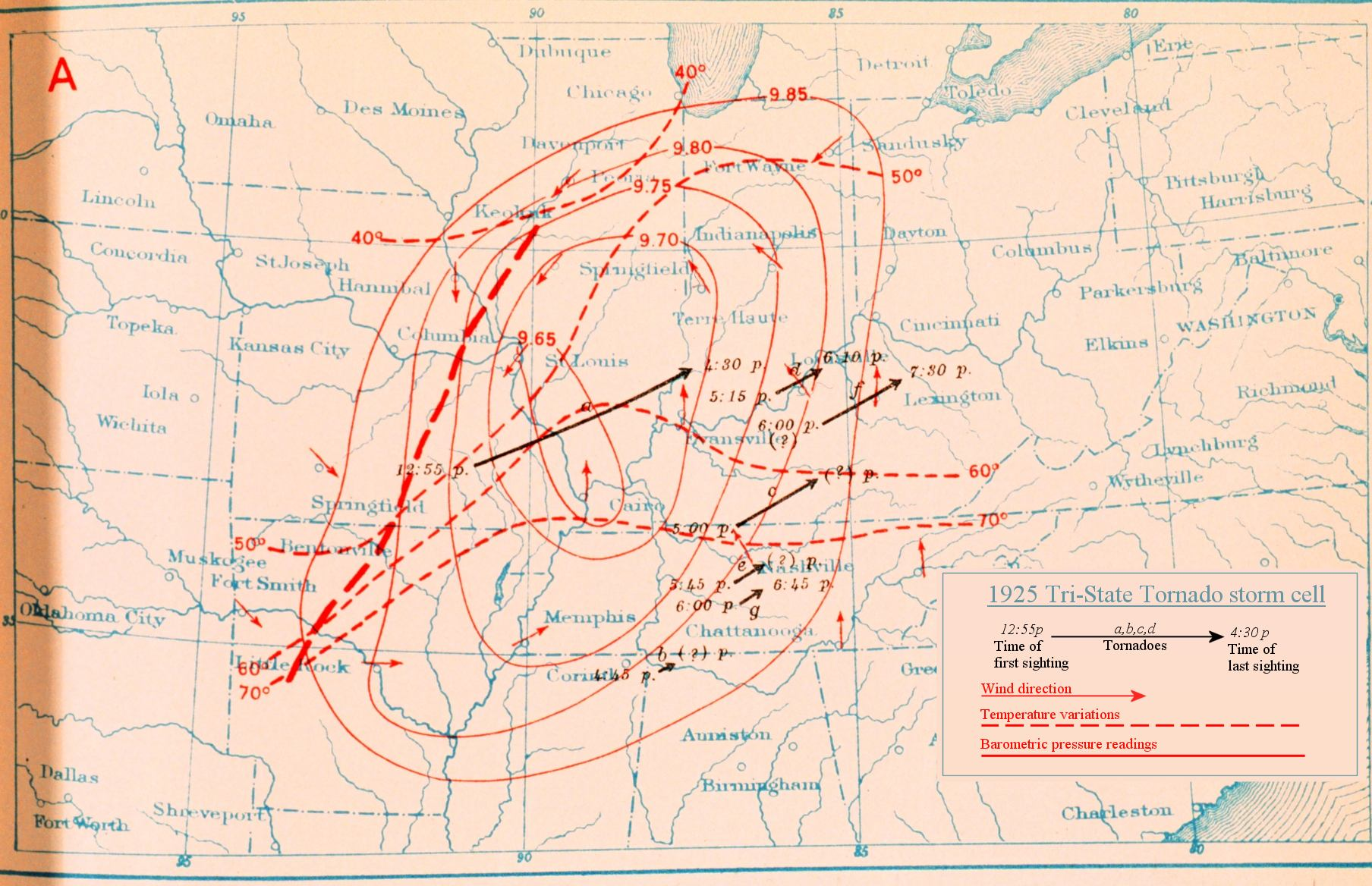
Mapa drogi Tornada Tri-State, który przeszedł przez hrabstwo Jackson w kwietniu 1925 roku

W hrabstwie znajduje się 24 215 gospodarstw domowych, w których 24,40% stanowią dzieci poniżej 18. roku życia mieszkające z rodzicami, 39,30% małżeństwa mieszkające wspólnie, 9,70% stanowią samotne matki oraz 47,70% to osoby nie posiadające rodziny. 34,90% wszystkich gospodarstw domowych składa się z jednej osoby oraz 9,30% żyje samotnie i ma powyżej 65. roku życia. Średnia wielkość gospodarstwa domowego wynosi 2,21 osoby, a rodziny 2,89 osoby.
Przedział wiekowy populacji hrabstwa kształtuje się następująco: 19,30% osób poniżej 18. roku życia, 26,00% pomiędzy 18. a 24. rokiem życia, 25,90% pomiędzy 25. a 44. rokiem życia, 17,90% pomiędzy 45. a 64. rokiem życia oraz 11,00% osób powyżej 65. roku życia. Średni wiek populacji wynosi 28 lat. Na każde 100 kobiet przypada 104,30 mężczyzn. Na każde 100 kobiet powyżej 18. roku życia przypada 102,90 mężczyzn.
Średni dochód dla gospodarstwa domowego wynosi 24 946 USD, a dla rodziny 40 950 dolarów. Mężczyźni osiągają średni dochód w wysokości 31 910 dolarów, a kobiety 22 396. Średni dochód na osobę w hrabstwie wynosi 15 755 dolarów. Około 14,70% rodzin oraz 25,20% ludności żyje poniżej minimum socjalnego, z tego 23,00% poniżej 18. roku życia oraz 10,50% powyżej 65. roku życia.

## Miasta
- Ava
- Carbondale
- Grand Tower
- Murphysboro

## Wsie
- Campbell Hill
- De Soto
- Dowell
- Elkville
- Gorham
- Makanda
- Vergennes